# Belissa Escobedo
Belissa Escobedo, född 16 september 1998 i Los Angeles, är en amerikansk skådespelare.
Escobedo har bland annat medverkat i TV-serien The Baker and the Beauty. Hon har även medverkat filmerna Blue Beetle och Hokus Pokus 2.

## Filmografi (i urval)
- 2020 – The Baker and the Beauty (TV-serie)
- 2022 – Hokus Pokus 2
- 2023 – Blue Beetle
- 2024 – Happy's Place (TV-serie)